# Toda (Klan)

Wappen Toda
(Matsumoto, Utsunomiya)
(Sechs getrennte Sterne)

Wappen Toda (Ōgaki)
(Neun Lichter/Sterne)

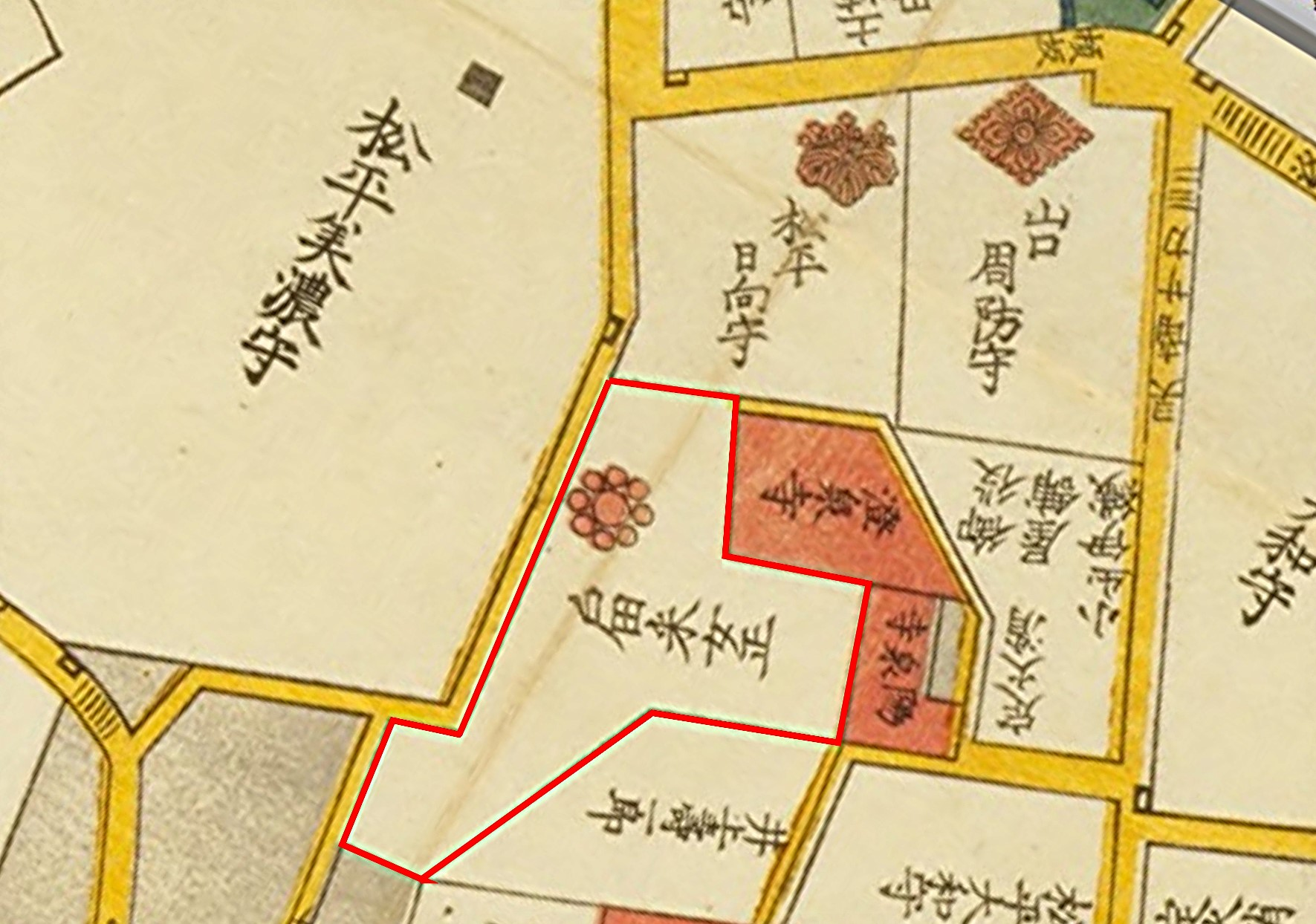
Toda Ōgaki-Residenz in Edo.

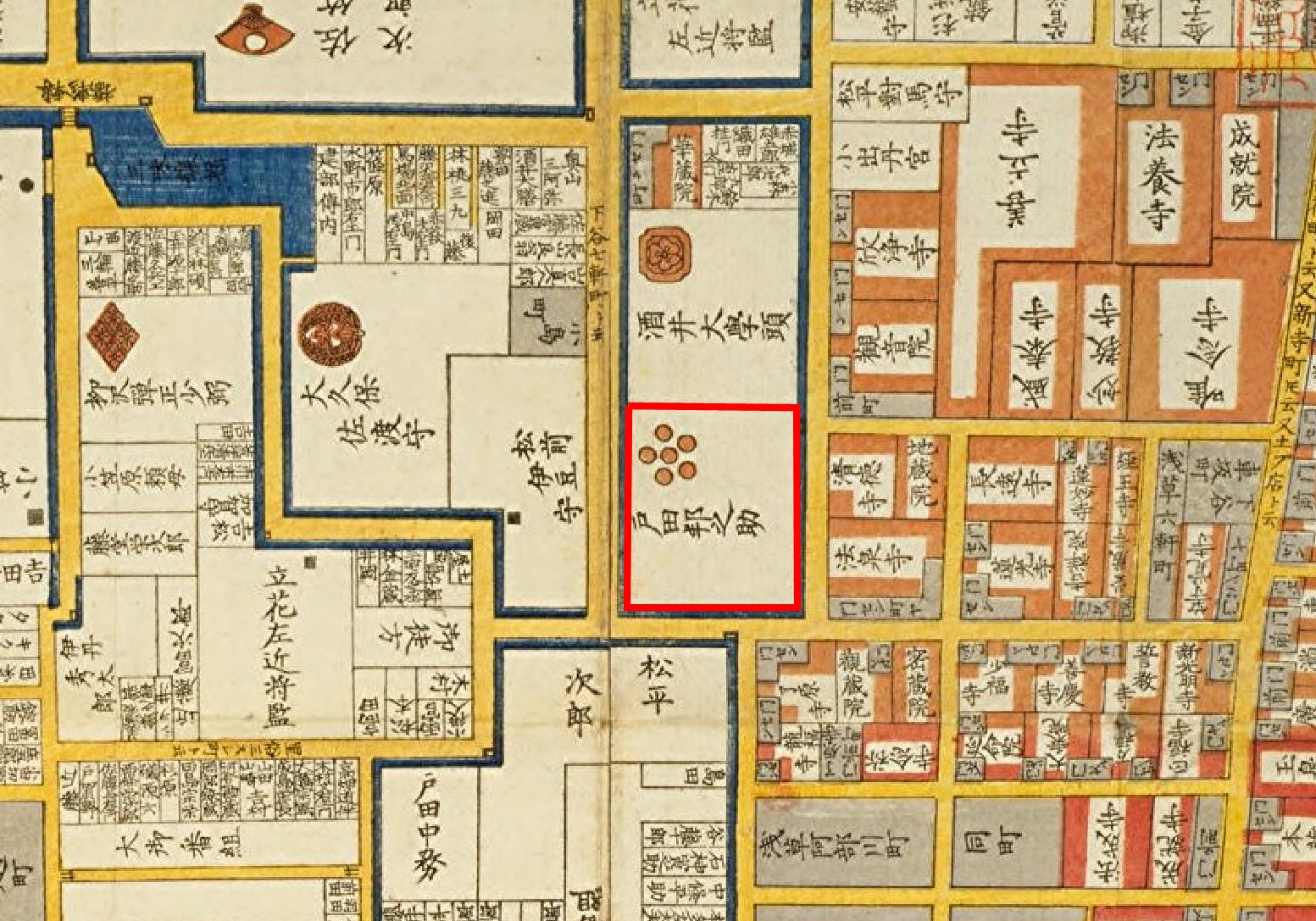
Toda Utsunomiya-Residenz in Edo.

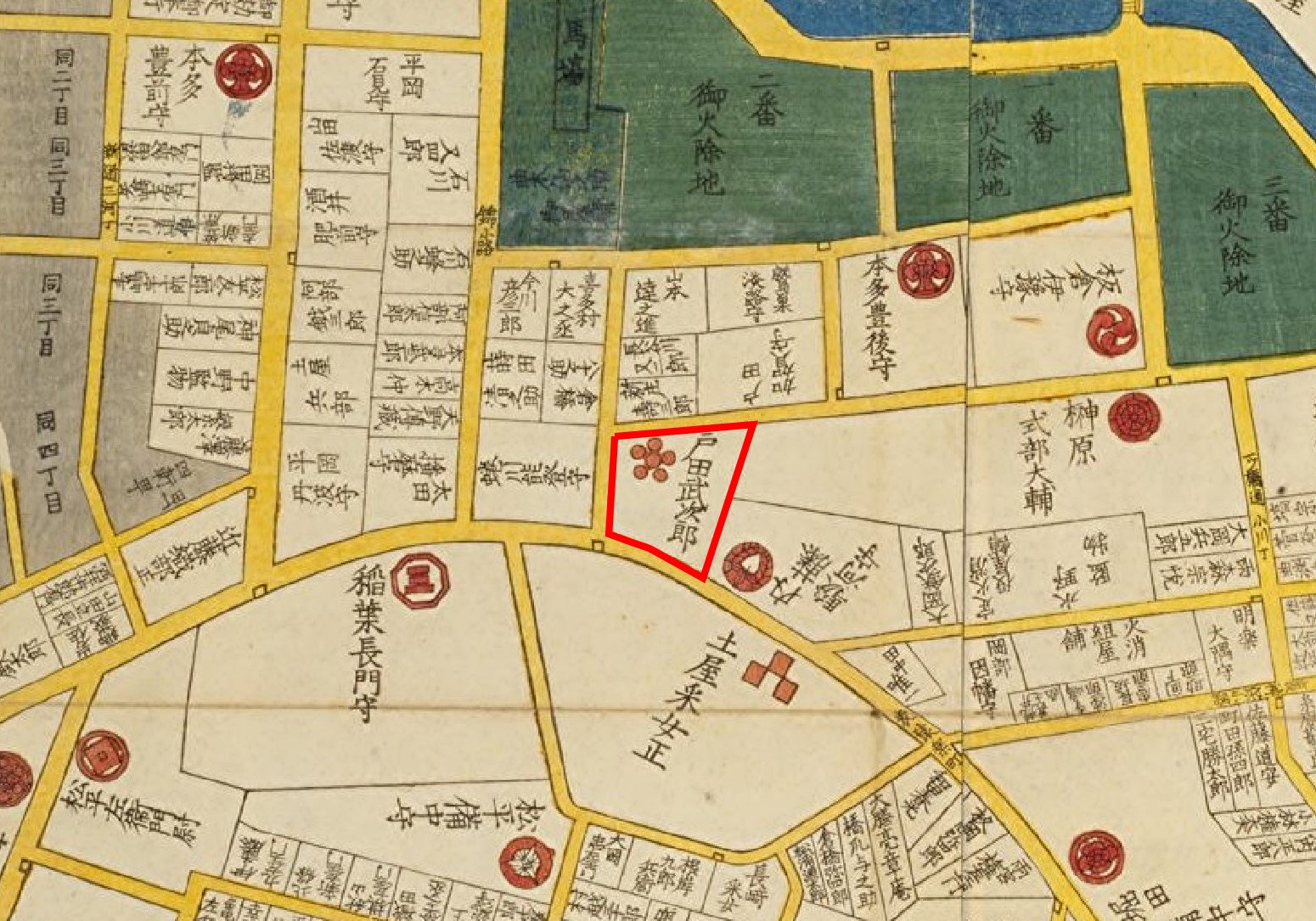
Toda-Residenz in Edo.

Die Toda (japanisch 戸田氏, Toda-shi) waren eine Familie des zum japanischen Schwertadels (Buke) aus der Provinz Mikawa, die sich von Fujiwara no Sanefusa ableitete. Die weit verzweigte Familie gehörte mit den zuletzt in Ōgaki (Präfektur Gifu) residierenden Toda mit einem Einkommen von 100.000 Koku, die in Utsunomiya (Präfektur Tochigi) mit 77.000 Koku und die in Matsumoto (Präfektur Nagano) mit 60.000 Koku residierenden Toda zu den großen Fudai-Daimyō der Edo-Zeit.

## Genealogie
- Munemitsu (宗光) war der erste Fürst von Ueno (Mikawa). Er baute die um 1495 die Burg Tahara (Mikawa), in der nach ihm weitere Generationen ansässig waren.
  - Norimitsu (憲光), Munemitsus Sohn, hatte mindestens zwei Söhne:
    - Masamitsu (政光)
    - Ujikazu (氏一)

### Hauptlinie / (Toda) Matsudaira
- Yasunaga (1562–1632), Nachkomme Masamitsus, diente Tokugawa Ieyasu, der seiner Familie erlaubte, den Namen Matsudaira zu tragen. Nach der Schlacht von Sekigahara erhielt er 1601 Koga (Provinz Shimousa) mit 20.000 Koku, danach 1609 Minagawa[A 1]   (Shimotsuke), 1612 Kasama (Hitachi), 1616 Takasaki (Kōzuke) und schließlich 1617 Matsumoto (Shinano). Seine Nachkommen residierten ab 1633 in Akashi (Harima), ab 1639 in Kanō[A 2] (Mino), ab 1711 in Yodo[A 3] (Yamashiro), ab 1717 in Toba (Shima) und schließlich von 1725 bis 1868 wieder in Matsumoto mit 60.000 Koku. Letzter Daimyō mit dem Ehrentitel Tamba no kami war
  - Mitsuhisa (光則, 1828–1892), nach 1868 Vizegraf.

### 1. Nebenlinie
- Tadatsugu (忠次, 1532–1598), ebenfalls Nachkomme Masamitsus, diente Ieyasu und erhielt 1590 Shimoda (Izu) mit 5000 Koku.
  - Takatsugu (尊次, 1565–1615), Enkel Tadatsugus, erhielt 1601 Tahara (Mino) mit 10.000 Koku.
    - Tadamasa (忠昌, 1632–1699), Enkel Takatsugus, wurde 1664 nach Toyooka versetzt, wurde dann 1676 Gouverneur von Kyōto (Kyōto shoshidai), 1682 auf nach Iwatsuki (Musashi) und schließlich 1686 nach Sakura (Shimousa) mit 72.000 Koku.
      - Tadazane (忠真, 1651–1729), Sohn Tadamasas, wurde 1701 Daimyō von Takada[A 4] (Echigo), 1710 in Utsunomiya (Shimotsuke). Seine Nachkommen wurde 1749 nach Shimabara (Hizen) versetzt, kehrten aber 1774 nach Utsunomiya mit 77.000 Koku zurück. Nach 1868 Vizegraf.

- -     -       - Tadayuki (忠至) begründete eine Nebenlinie, die von 1866 bis 1868 in einem Festen Haus (jinya) in Takatoku[A 5] (Shimotsuke) mit 10.000 Koku residierte. Nach 1868 Vizegraf.

- -     - Tadatoshi, ein Bruder Tadamasa, begründete eine Nebenlinie von 1682 bis 1868 in einem Festen Haus in Ashikaga (Shimotsuke) mit 11.000 Koku. Nach 1868 Vizegraf.

### 2. Nebenlinie
Diese Linie Leitete sich von Ujikazu, dem zweiten Sohn Norimitsus, ab.
- Kazuaki (一西, 1542–1604) diente Ieyasu und erhielt 1601 Zeze[A 6] (Omi) mit 30.000 koku. Seine Nachkommen residierten ab 1617 zunächst in Amagasaki (Settsu) und dann von 1634 bis 1868 in Ōgaki (Mino) mit 100.000 Koku.
  - Ukijikane (氏鉄; 1576–1655) war Kazuakis Sohn und Nachfolger. Die Hauptlinie wurde von seinem Sohn
    - Ujinobu (氏信) fortgesetzt. Letzter Daimyō in Ōgaki war
      - Ujitaka (氏共, 1854–1936), nach 1868 Graf.

- -     - Ujitsune (氏経), ein Bruder Ujinobus, begründete eine Nebenlinie dieses Zweiges. Die Familie residierte ab 1688 in einem Festen Haus zunächst in Hatamura[A 7] (Mikawa) und dann ab 1869 für kurze Zeit in Nomura[A 8] (Mino) mit 13.000 Koku. Nach 1868 Vizegraf.